# エルコレ3世・デステ
エルコレ3世・デステ （Ercole III d'Este (Ercole Rinaldo d'Este) , 1727年11月22日 - 1803年10月14日）は、モデナ＝レッジョ公。

## 概要
フランチェスコ3世・デステと妃シャルロット＝アグラエ・ドルレアンの長男として、モデナで生まれた。彼は父が始めた公国の補修・改修を自身の課題としていた。彼は市内にルビエーラとサンアンブロージオの2つの橋を架けた。また、隣国へつながる道を建造した。彼はアテジーネ美術館を創設、彼の治世下で芸術文化が花開いた。当時彼は、ラザロ・スパランツァーニ、ジャンバッティスタ・ヴェンチューリ、ジローラモ・ティラボスチ、ロドヴィーコ・リッチらのパトロンであった。1741年、マッサ＝カッラーラ公国の相続人マリーア・テレーザ・チーボ＝マラスピーナと結婚。のちマッサ・カッラーラはエステ家の所有となった。
1796年、フランスによる侵攻で彼はヴェネツィア共和国への亡命を強いられた。彼とともに著名な資産も運び出された。のちフランス軍兵士が彼をヴェネツィアで捕らえ、彼の家から20万ゼッキーニを強奪した。この不幸の後彼はトレヴィーゾへ移り、1803年に亡くなった。カンポ・フォルミオ条約（1797年）とリュネヴィル条約で、ブリスゴヴィアの領地と交換に彼は公国を交換することが決定され、二度と公位に返り咲くことはなかった。
妃マリーア・テレーザとの間には2人の子供がいたのみで、息子は夭逝し、残った娘のマリーア・ベアトリーチェはオーストリア大公フェルディナントと結婚した。2人の長男フランチェスコが1814年に、オーストリア＝エステ家のモデナ公となった。

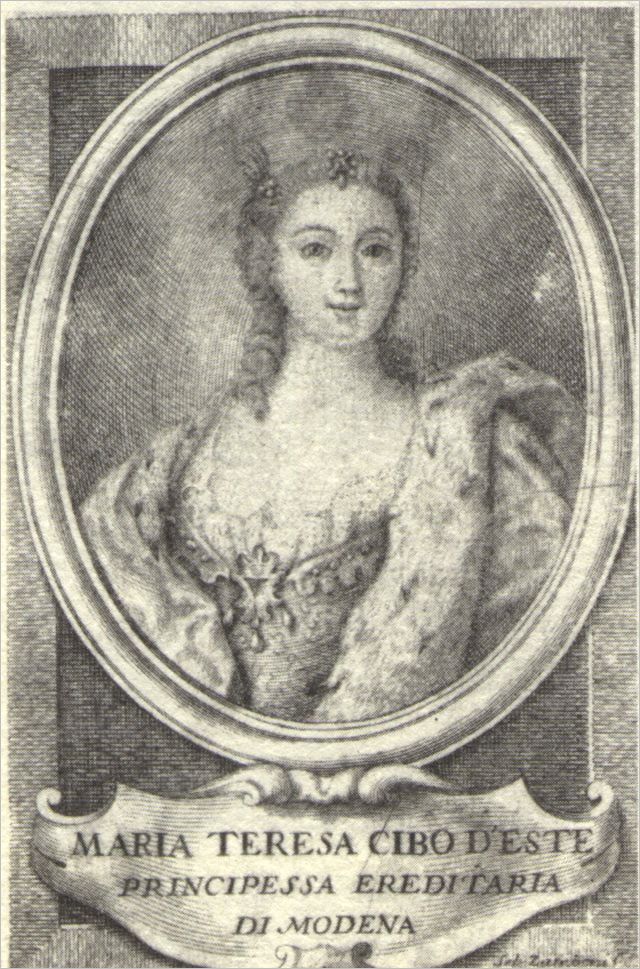
マリーア・テレーザ・チボ・マラスピーナ